# Chapelle Notre-Dame de Bacarisse
Pour les articles homonymes, voir chapelle Notre-Dame.
La chapelle Notre-Dame de Bacarisse est un édifice religieux catholique située à Cadéac, dans le département français des Hautes-Pyrénées en région Occitanie.

## Toponymie
En occitan, Bacarisse signifie « le pré où les vaches paissent », une description de son lieu d'implantation.

## Localisation
La chapelle est située dans le département français des Hautes-Pyrénées, en vallée de la Neste, à l'est du village de Cadéac à 50 m de la D 219 qui monte à Lançon sur un promontoire surplombant le village de Cadéac.

## Historique
L’édifice a été érigé sur les fondations d’une ancienne grange.

La chapelle a été construite de 2011 à 2016 par une équipe de bénévoles conduite par le diacre du secteur Aure-Louron.

## Architecture
Le bâtiment est un rectangle orienté nord-sud, bordé au sud par un clocher-mur à une baie ne comportant qu'une seule cloche.

## Galerie de photos

Sélection de vues de la chapelle
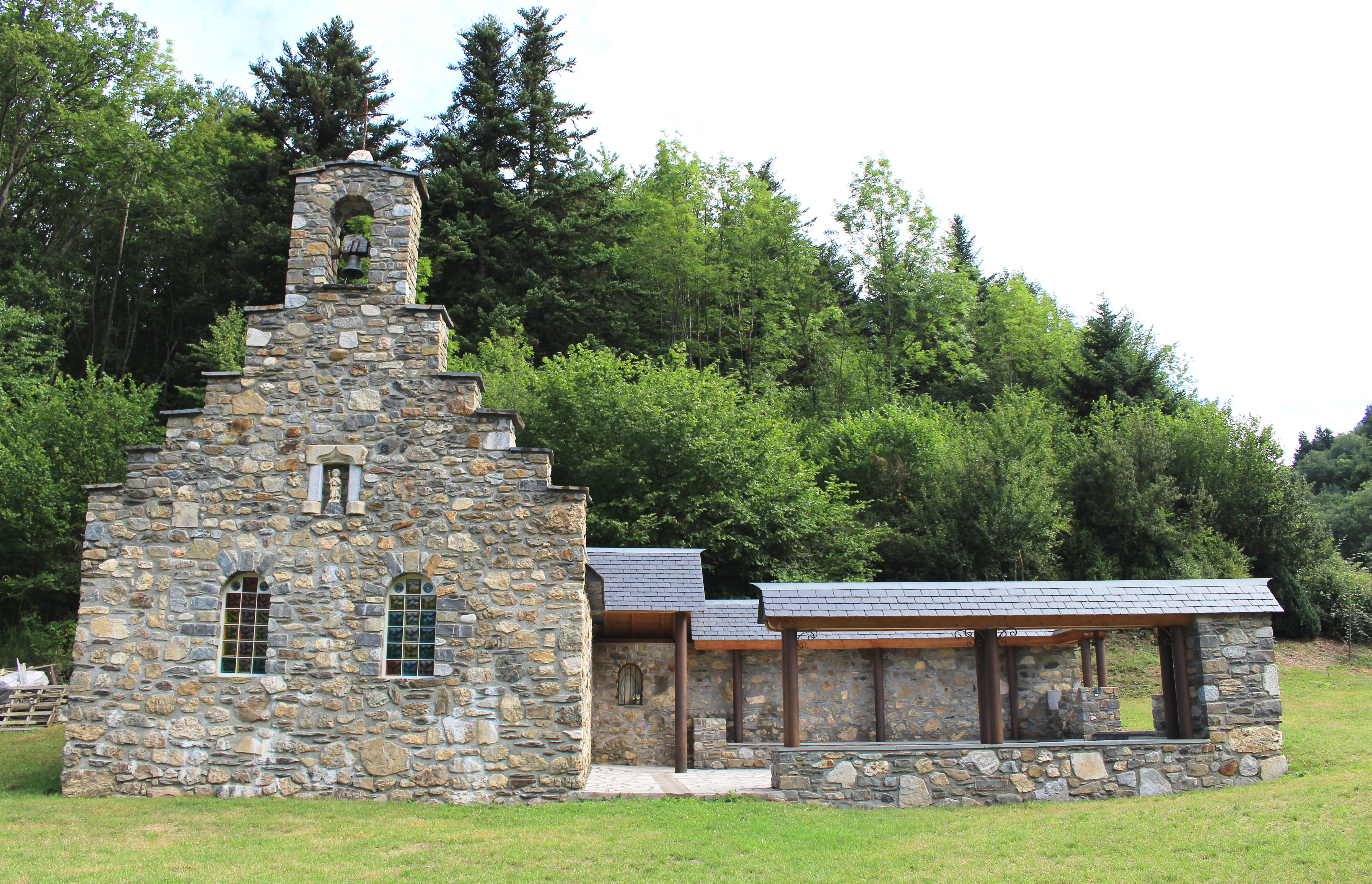
Le clocher-mur
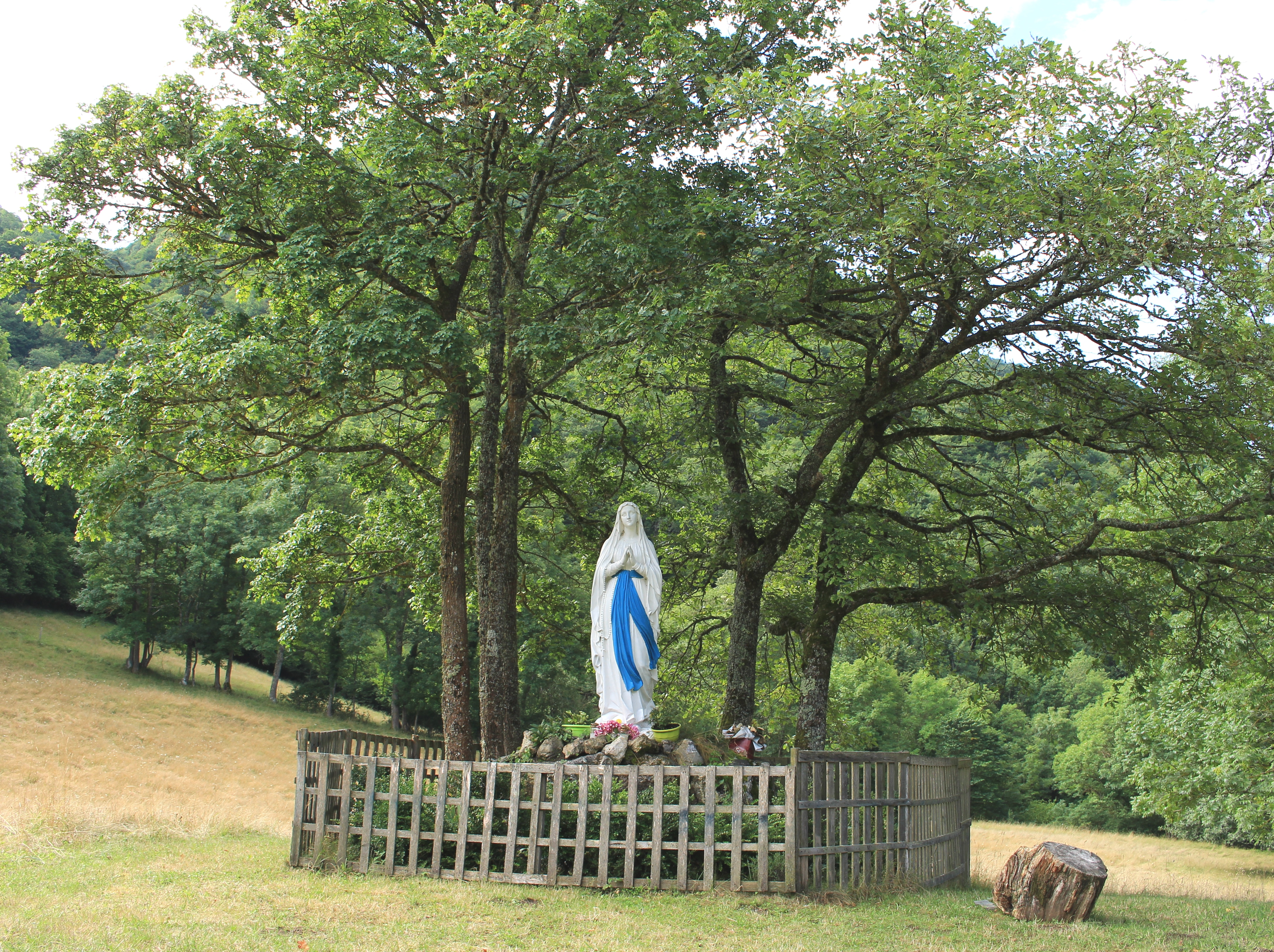
La vierge
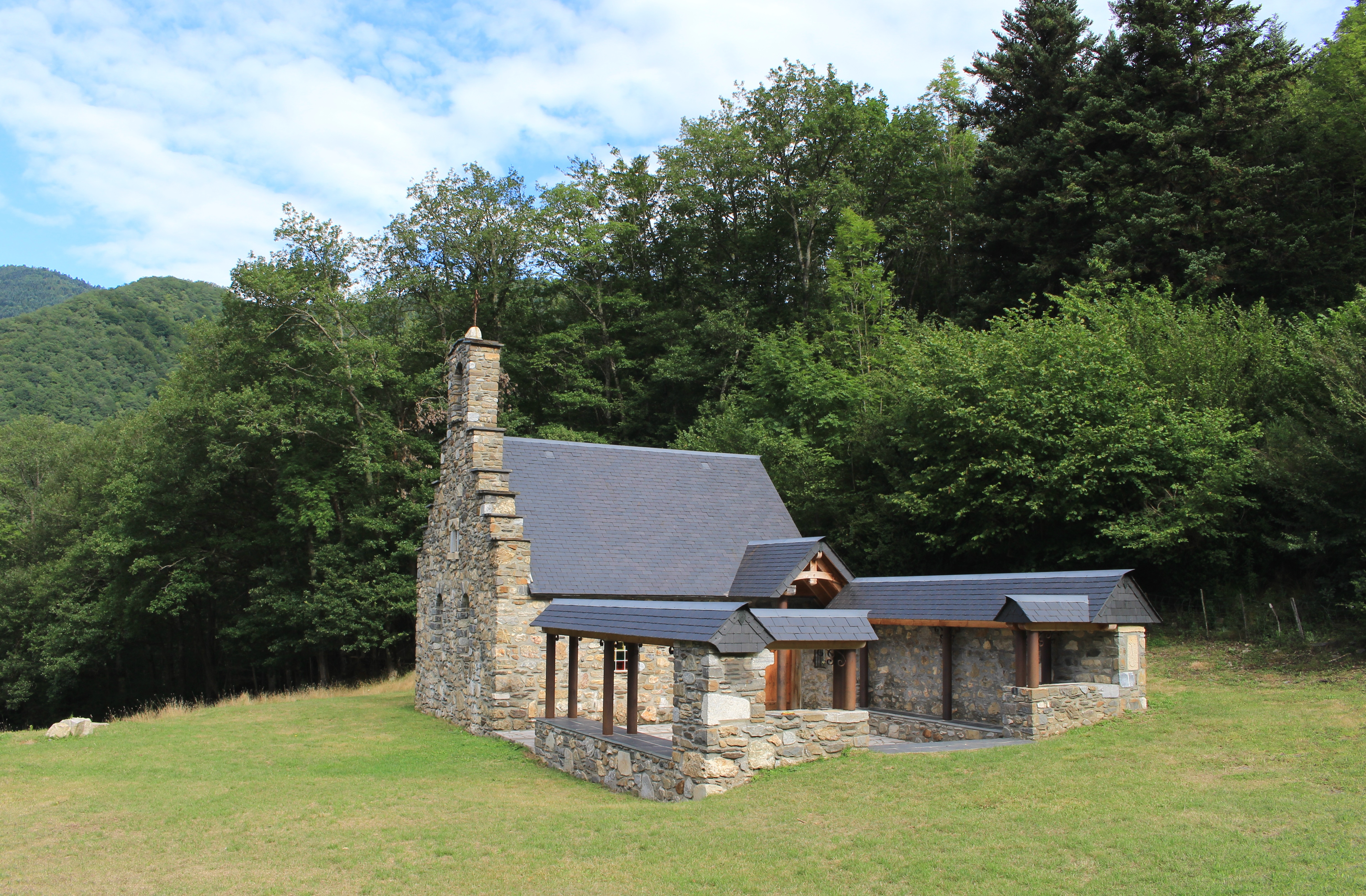
La chapelle